# Eugenio Giuseppe Togliatti

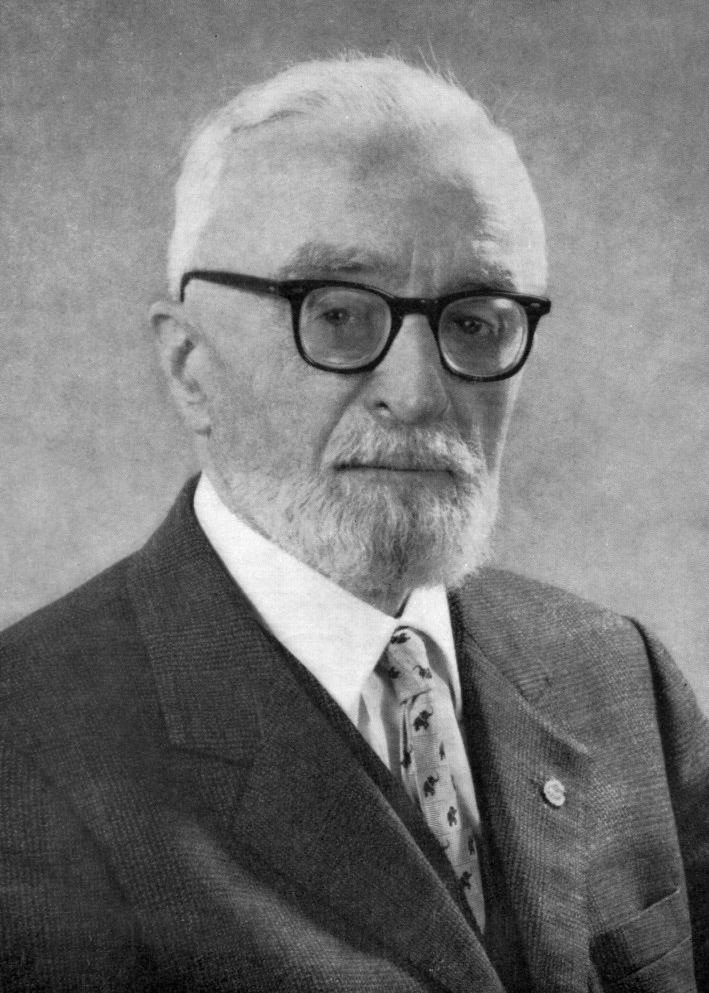
Eugenio Giuseppe Togliatti

 Eugenio Giuseppe Togliatti  (* 3. November 1890 in Orbassano, Italien; † 5. Oktober 1977 in Genua) war ein italienischer Mathematiker und Hochschullehrer.

## Leben und Forschung
Togliatti studierte und promovierte 1912 an der Universität Turin, wo er sich auch habilitierte. 1915 erhielt er von der Berliner Akademie der Wissenschaften den Steiner-Preis. 1924 wurde er als Extraordinarius auf den Lehrstuhl für Angewandte Mathematik an der Universität Zürich berufen und bereits nach 3 Semestern an die Universität Genua für Analytische und Projektive Geometrie. 1944 musste er wegen politischer Verfolgung aufhören zu unterrichten. Nach dem Zweiten Weltkrieg nahm er seine Tätigkeit an der Universität von Genua wieder auf und wurde 1957 zum korrespondierenden Mitglied der Accademia Nazionale dei Lincei gewählt; 1968 wurde er ordentliches Mitglied.
Er setzt seine Forschung fort, indem er seine Arbeiten in Fachzeitschriften in Italien und im Ausland veröffentlichte und war Autor einer Biographie des deutschen Mathematikers Hermann Günther Grassmann. Auf dem Gebiet der projektiv-differentiellen Geometrie forschte er zu dreidimensionalen Varietäten des fünfdimensionalen Raums, deren Haupttangenten Zufälle aufweisen. Er befasste sich auch mit Hyperraumoberflächen, die Laplace-Gleichungen darstellen, falls diese Oberflächen algebraisch oder rational sind. Auf dem Gebiet der algebraischen Geometrie baute er eine Oberfläche fünfter Ordnung mit 31 Knoten, die als Togliatti-Oberfläche bekannt ist, und erhielt ein signifikantes Teilergebnis innerhalb des Problems der Bestimmung der maximalen Knotenanzahl einer algebraischen Oberfläche der Ordnung n. Er interessierte sich auch für den Mathematikunterricht an weiterführenden Schulen und widmete zahlreiche populäre Artikel der Verbesserung der wissenschaftlichen Kultur der Lehrer.

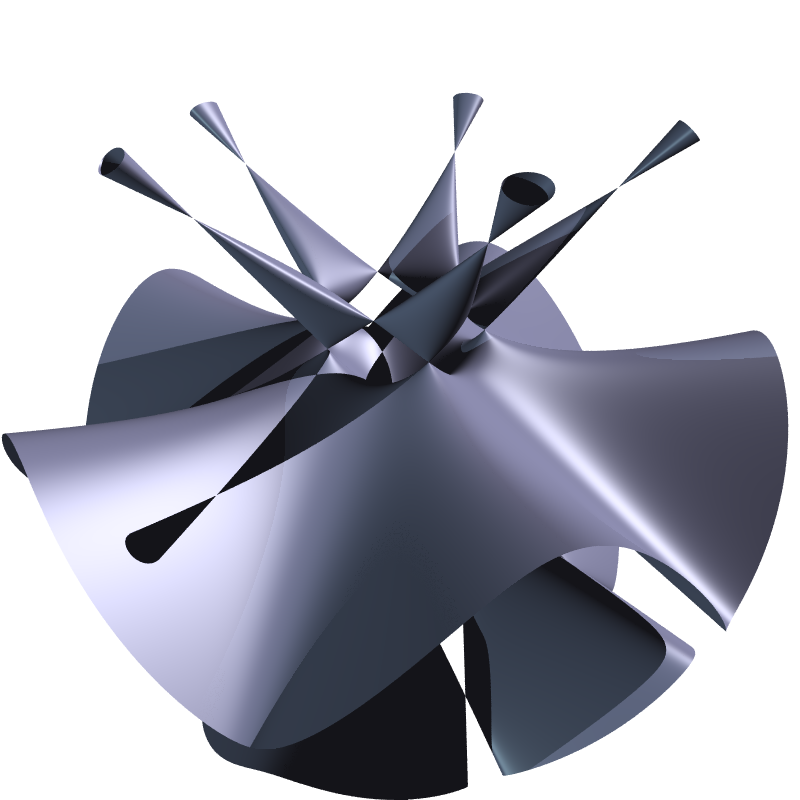
Togliatti Oberfläche mit w = 1, begrenzt durch eine Kugel mit Radius = 6

Von 1931 bis 1963 war er Dekan der Fakultät für Naturwissenschaften der Universität Genua, von 1933 bis 1966 Direktor des Mathematischen Instituts und der angeschlossenen Bibliothek. Von 1957 bis 1959 war er nationaler Präsident der Mathematik und Mitglied der italienischen Lehrkommission Mathematik und von 1958 bis 1966 war er Teil des Obersten Rates für öffentliche Bildung. Seit 1958 war er Mitglied der Accademia delle Scienze di Torino. 1994 erhielt das Bibliotheksdienstzentrum für Mathematik und Informatik (CSBMI) der Universität Genua den Namen „Eugenio Togliatti“.